# Az Óperzsa Birodalom királyainak listája
A Perzsa Birodalom a méd fennhatóság alóli felszabadulása után a világtörténelem jelentős tényezőjévé vált. Legtöbb uralkodójukat az Akhaimenida dinasztia adta.
Az Akhaimenida-dinasztia az óperzsa nyelv Haxāmanašiyā (ejtsd: hakhámanisijá), azaz Haxāmaniš (ejtsd: hakhámanis) leszármazottjai szóból származik. Tagjai adták az Óperzsa Birodalom és elődállamai, Parsa (akkádul: Parsumas, görögül Perszisz, a „Perzsia” név eredete) és Ansan uralkodóit. A II. Kurus előtti dátumok hozzávetőlegesek. A dinasztia neve I. Dárajavaus behisztuni feliratából származik, ahol családja első ősét Hakhámanis (Akhaimenész) személyében jelöli meg.

## Korai Akhaimenidák (i. e. 7. század–i. e. 520)
| Uralkodó   | Uralkodott (i. e.) | Ékírás   | Tudományos átírás    | Normalizált alak      | Ismert hellén név           | Megjegyzés                                                    |
| ---------- | ------------------ | -------- | -------------------- | --------------------- | --------------------------- | ------------------------------------------------------------- |
| Hakhámanis | ?                  | 𐏃𐎧𐎠𐎶𐎴𐎡𐏁  | ha-xa-a-ma-na-i-ša   | Haxāmaniš (Haḫāmaniš) | Ἀχαιμένης Akhaimenész       | Parsa királya, a Méd Birodalom vazallusa                      |
| Csaispis   | ? – 645            | 𐎨𐎡𐏁𐎱𐎡𐏁   | ca-i-ša-pa-i-ša      | Caišpiš (Cišpiš)      | Τεΐσπης Teiszpész           | Hakhámanis fia, II. Kurus felirata szerint Ansan királya      |
| I. Kurus   | 645–602            | 𐎤𐎽𐏁      | ku-ru-ša             | Kuruš                 | – (általában I. Kürosz)     | Csaispis fia, szerepel Assur-bán-apli feliratán i. e. 639-ben |
| Arijáramna | ? – 550            | 𐎠𐎼𐎡𐎹𐎠𐎼𐎶𐎴 | a-ra-i-ya-a-ra-ma-na | Ariyāramna            | – (általában Ariaramnész)   | Csaispis fia                                                  |
| Kabúdzsija | 602–559            | 𐎣𐏍𐎩𐎡𐎫    | ka-bū-ja-i-ya        | Kabūjiya              | – (általában I. Kambüszész) | I. Kurus fia                                                  |
| Arsáma     | 550–520            | 𐎠𐎼𐏁𐎠𐎶    | a-ra-ša-a-ma         | Aršāma                | – (általában Arszamész)     | Arijáramna fia                                                |
| Vistászpa  | ?                  | 𐎻𐎡𐏁𐎫𐎠𐎿𐎱  | vi-i-ša-ta-a-sa-pa   | Vīštāspa              | Ὑστάσπης Hüsztaszpész       | Arsáma fia, nem volt király                                   |

## A perzsa nagykirályok (i. e. 559–i. e. 329)
| Uralkodó          | Uralkodott    | Ékírás  | Tudományos átírás            | Normalizált alak               | Ismert hellén név                         | Megjegyzés                            |
| ----------------- | ------------- | ------- | ---------------------------- | ------------------------------ | ----------------------------------------- | ------------------------------------- |
| II. Kurus         | 559–530       | 𐎤𐎽𐏁     | ku-ru-ša                     | Kuruš                          | Κυρος II. Kürosz                          | Kabúdzsija fia, újraegyesíti Perzsiát |
| Kambúdzsija       | i. e. 529–522 | 𐎣𐎶𐏍𐎩𐎡𐎫  | ka-ma-bū-ja-i-ya             | Kambūjiya                      | Καμβύσης II. Kambüszész                   | II. Kurus fia                         |
| Bardíja           | i. e. 522     | 𐎲𐎼𐎮𐎡𐎹   | ba-ra-di-i-ya – ga-u-ma-a-ta | Bardíya-Gaumāta                | Σμερδής Szmerdész                         | Kambúdzsija fivére                    |
| I. Dárajavaus     | i. e. 522–486 | 𐎭𐎼𐎹𐎺[𐏃  | da-a-ra-ya-va(-ha)-u-ša      | Dārayava(h)uš                  | Δαρειος I. Dareiosz                       | Vistászpa fia                         |
| I. Khsajársá      | i. e. 485–465 | 𐎧𐏁𐎹𐎠𐎼𐏁𐎹 | xa-ša-ya-a-ra-ša-a           | Xšayāŗšā (Ḫšayāršā)            | Ξέρξης I. Xerxész                         | I. Dárajavaus fia                     |
| I. Artakhsaszjá   | i. e. 465–424 | 𐎠𐎼𐎫𐏋𐎠𐏂𐎠 | a-ra-ta-xš-a-ça-a            | Artaxšaçā (Artaḫšaçā)          | Ἀρταξέρξης I. Artaxerxész                 | I. Khsajársá fia                      |
| II. Khsajársá     | i. e. 424     | 𐎧𐏁𐎹𐎠𐎼𐏁𐎹 | xa-ša-ya-a-ra-ša-a           | Xšayāŗšā (Ḫšayāršā)            |                                           | 45 napig                              |
| Szogdianosz       | i. e. 423     | –       | –                            | –                              | –                                         | II. Khsajársá fia                     |
| II. Dárajavaus    | i. e. 424–404 | 𐎭𐎼𐎹𐎺[𐏃  | da-a-ra-ya-va(-ha)-u-ša      | Dārayava(h)uš                  | Δαρειος II. Dareiosz                      | II. Khsajársá „törvénytelen” testvére |
| II. Artakhsaszjá  | i. e. 404–359 | 𐎠𐎼𐎫𐏋𐎠𐏂𐎠 | a-ra-ta-xš-a-ça-a            | Artaxšaçā (Artaḫšaçā)          | Ἀρταξέρξης II. Artaxerxész                | II. Dárajavaus fia                    |
| III. Artakhsaszjá | i. e. 359–338 | 𐎠𐎼𐎫𐏋𐎠𐏂𐎠 | a-ra-ta-xš-a-ça-a            | Artaxšaçā (Artaḫšaçā)          | Ἀρταξέρξης III. Artaxerxész               | II. Artakhsaszjá fia                  |
| IV. Artakhsaszjá  | i. e. 338–336 | 𐎠𐎼𐎫𐏋𐎠𐏂𐎠 | a-ra-ta-xš-a-ça-a a-ra-ša-ka | Artaxšaca Aršaka (vagy Aršāma) | Ἀρταξέρξης Αρςης IV. Artaxerxész Arszész  | III. Artakhsaszjá fia                 |
| III. Dárajavaus   | i. e. 336–330 | 𐎭𐎼𐎹𐎺[𐏃  | da-a-ra-ya-va(-ha)-u-ša      | Dārayava(h)uš                  | Δαρειος III. Dareiosz                     | IV. Artakhsaszjá rokona               |
| V. Artakhsaszjá   | i. e. 330–329 | –       | –                            | –                              | Ἀρταξέρξης Βησσος V. Artaxerxész Bésszosz | bitorló                               |